# Ventimiglia (udde)
Ventimiglia är en udde i Antarktis. Den ligger i Västantarktis. Argentina, Chile och Storbritannien gör anspråk på området.
Terrängen inåt land är kuperad åt nordväst, men åt sydost är den bergig. Havet är nära Ventimiglia västerut. Trakten är obefolkad. Det finns inga samhällen i närheten. 